# Miguel Borrull
Miguel Borrull Castelló, né à Castellón de la Plana (Communauté valencienne, Espagne) en 1866 et mort à Barcelone en 1926, est un guitariste gitan espagnol de flamenco.

## Biographie
Miguel Borrull déroule sa carrière artistique entre la période appelée l'Âge d'or du flamenco et celle dite de l' Opéra flamenca. Au début il se produit dans les cafés cantantes (cafés chantants) de Madrid, puis plus tard accompagne à la guitare le célèbre chanteur (cantaor) Antonio Chacón entre 1890 et 1910.
En 1913, Miguel Borrull se rend à Paris en compagnie de ses filles, toutes deux danseuses (bailaoras). En 1916 il ouvre à Barcelone le café cantante "Villa Rosa", où se produiront les artistes flamencos les plus importants de l'époque.
Miguel Borrull a eu une grande influence sur l'évolution du jeu musical (toque) au XXe siècle. Ses disciples dans l'art de la guitare sont notamment José Sirera Prats ou Ramón Montoya. Ce dernier lui succéda dans l'accompagnement de Don Antonio Chacón.
Les critiques considèrent Miguel Borrull comme un guitariste sobre, avec un jeu influencé par le guitariste Francisco Tárrega à partir duquel il introduisit des notions de guitare classique dans le jeu flamenco.